# Majdan Sieniawski

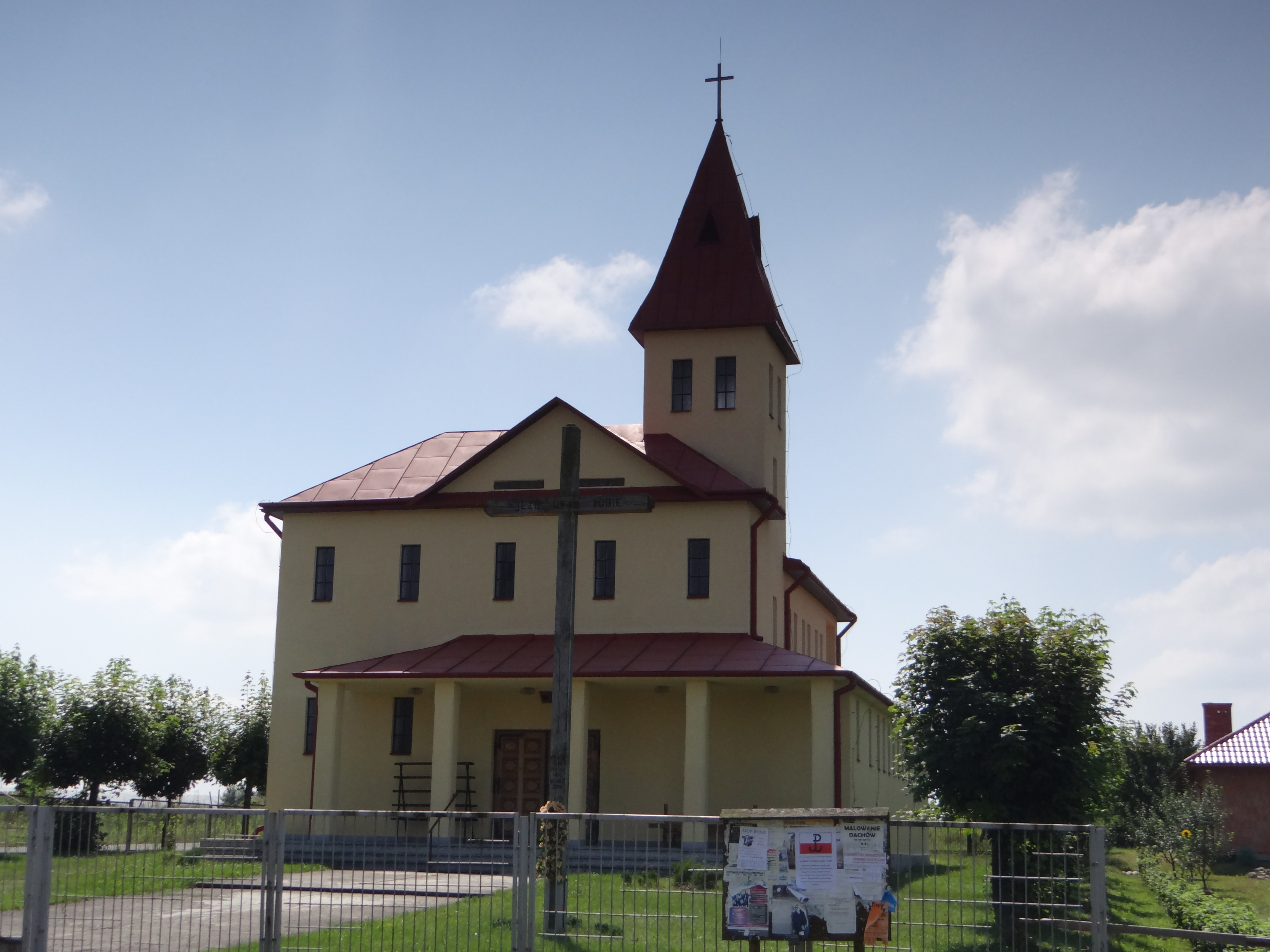
Kościół filialny pw. Miłosierdzia Bożego

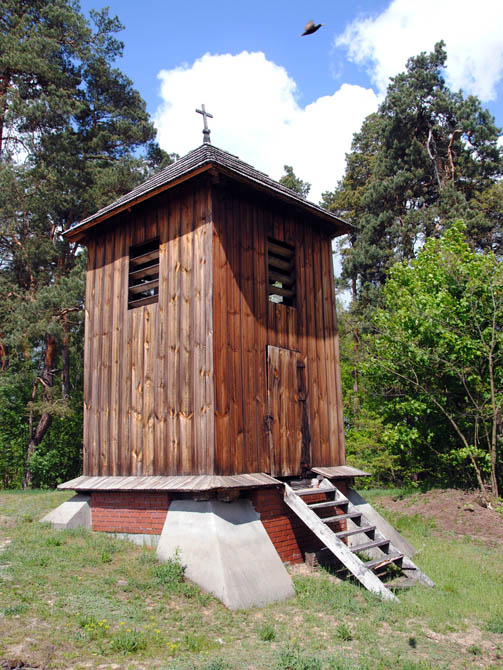
Zabytkowa dzwonnica

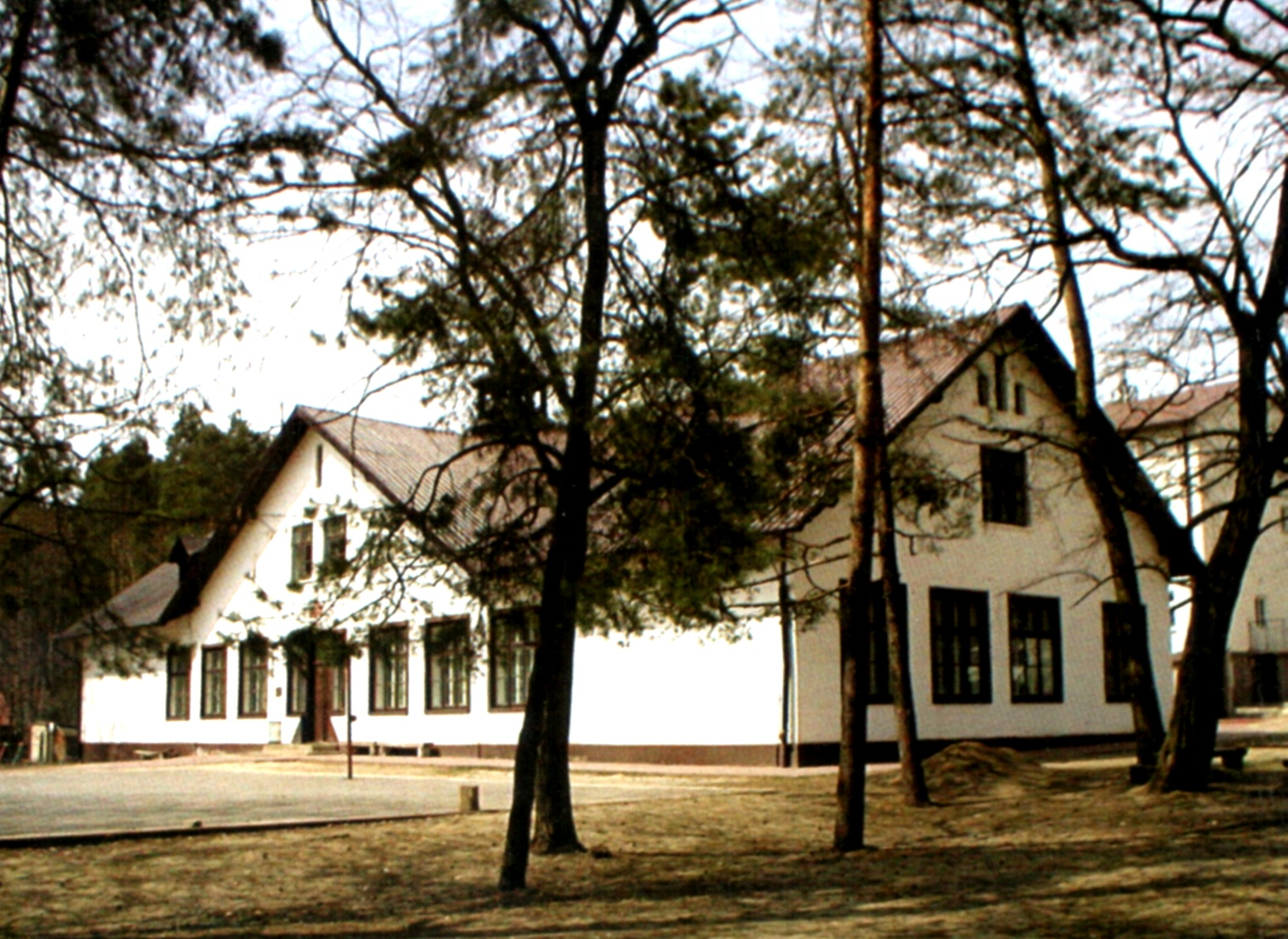
Szkoła podstawowa

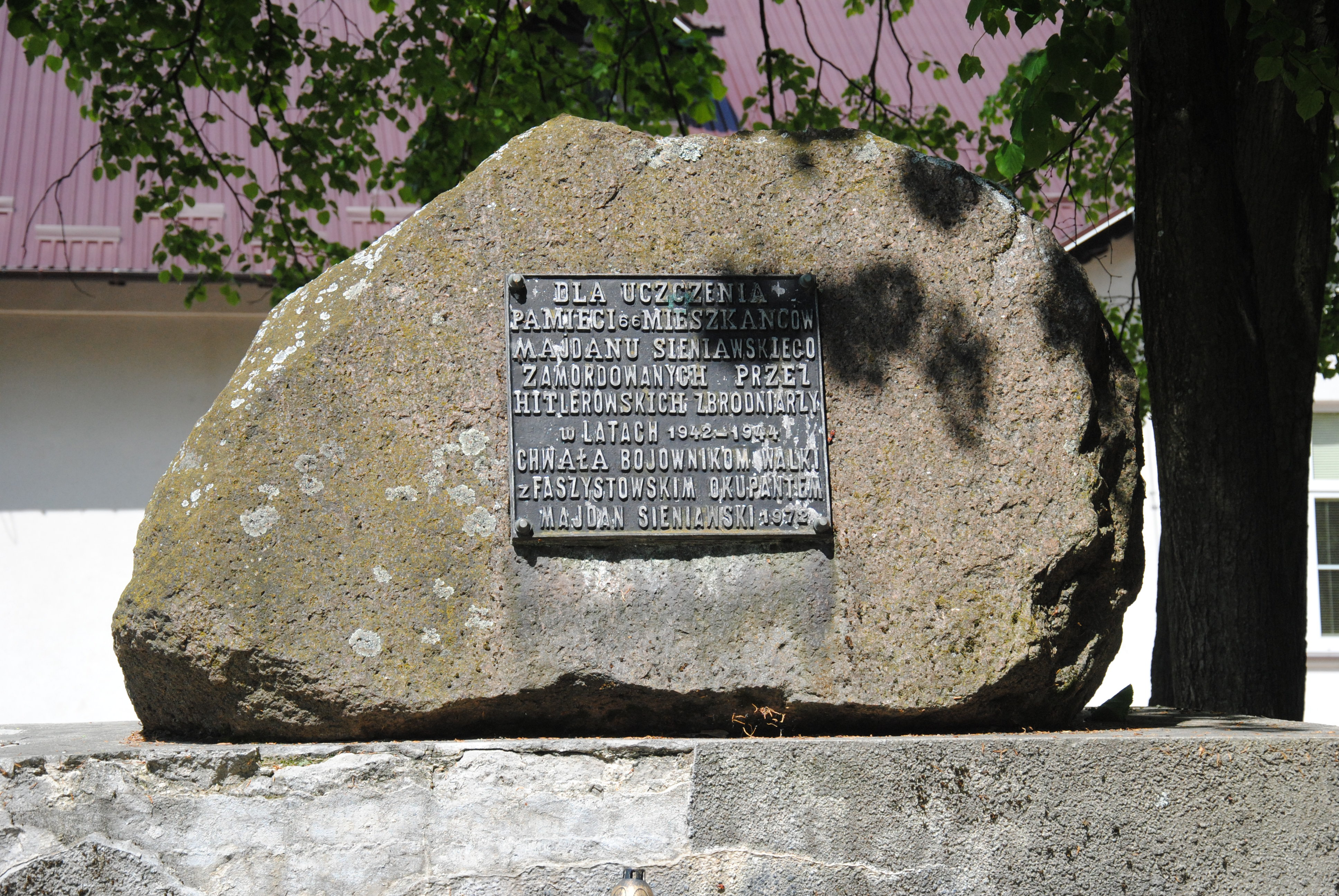
Pomnik ofiar drugiej wojny światowej

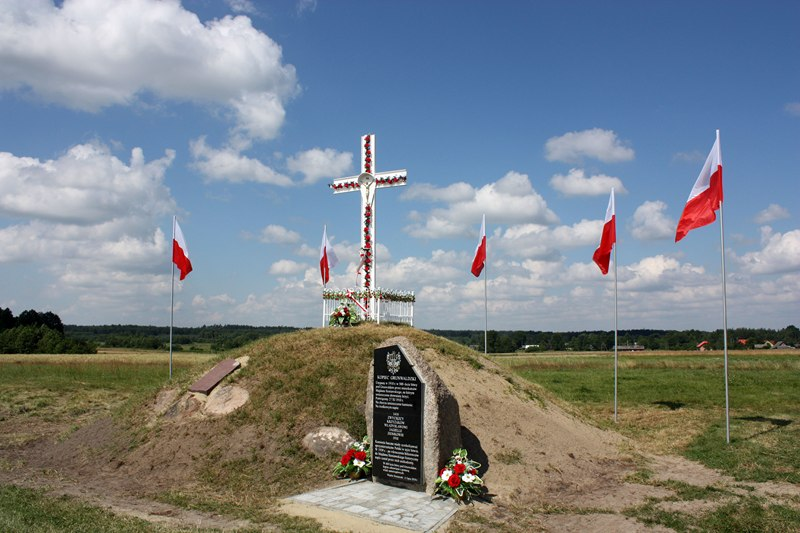
Kopiec grunwaldzki

Majdan Sieniawski – wieś w Polsce położona w województwie podkarpackim, w powiecie przeworskim, w gminie Adamówka. Leży na Płaskowyżu Tarnogrodzkim.
W II Rzeczypospolitej wieś w powiecie jarosławskim województwa lwowskiego.
W latach 1975–1998 miejscowość administracyjnie należała do województwa przemyskiego.
Duża powierzchnia miejscowości wynika z podzielenia jej przez lasy. Wokół miejscowości znajdują się pola uprawne.

## Części wsi
| SIMC    | Nazwa           | Rodzaj    |
| ------- | --------------- | --------- |
| 0598859 | Bukowiec Mały   | część wsi |
| 0598865 | Bukowiec Wielki | część wsi |
| 0598871 | Chałupki        | część wsi |
| 0598888 | Dobropol        | część wsi |
| 0598894 | Końska Ulica    | część wsi |
| 0598902 | Nowiny          | część wsi |
| 0598919 | Osówka Dolna    | część wsi |
| 0598925 | Osówka Górna    | część wsi |
| 0598931 | Pustki          | część wsi |
| 0598948 | Wiry            | część wsi |

## Historia
Nazwa wsi pochodzi od nazwiska założycieli rodziny Sieniawskich. Początki wsi sięgają XVI wieku, a założył ją Mikołaj z Granowa Sieniawski; początkowymi osadnikami byli jeńcy tatarscy, którzy zajmowali się karczowaniem lasów i obsługą smolarni. W 1883 roku w Majdanie Sieniawskim urodził się prof. Adam Gruca – polski ortopeda. W 1898 roku wybrano zwierzchność gminną, której naczelnikiem został Michał Wolanin. W 1937 roku podczas strajku chłopskiego doszło we wsi do starć z policją państwową, w czasie których zginęło 15 chłopów.
W latach 1943–1945 nacjonaliści ukraińscy z OUN-UPA zamordowali tutaj 38 Polaków. 29 czerwca 1944 roku bohaterską śmiercią zginęła służebnica boża Julia Buniowska zastrzelona przez własowca.

## Kościół
Cerkiew Greckokatolicka.
W 1674 roku Hieronim Sieniawski ufundował w Majdanie Sieniawskim parochię greckokatolicką.
Kościół Rzymskokatolicki.
W 1714 roku Adam Mikołaj Sieniawski ufundował parafię i kościół pw. św. Krzyża i św. Mikołaja Biskupa. Pierwszym proboszczem ks. Andrzej Rymar. Do parafii należały: Majdan Sieniawski, Adamówka, Krasne i Pawłowa. Wraz z kościołem zbudowano szkołę parafialną, w której uczył organista.
Kościół w Majdanie Sieniawskim służył wiernym aż do 26 października 1954 roku gdy z powodu niewyjaśnionych przyczyn uległ spaleniu. Przez dwa lata trwały starania o pozwolenie na budowę nowej świątyni; dopiero po interwencji prof. Adama Grucy u najwyższych władz w 1956 roku otrzymano pozwolenie i budowę nowego murowanego kościoła ukończono w 1960 roku. Wiele lat później zbudowano też kościół filialny pw. Miłosierdzia Bożego.

## Oświata
Początki szkolnictwa w Majdanie Sieniawskim są datowane na początek XIX wieku, gdy powstała szkoła parafialna przy cerkwi pw. św. Michała Archanioła.
24 maja 1843 roku Anna Zofia Sapieżanka założyła w Majdanie Sieniawskim ochronkę, która następnie została przekształcona w szkołę parafialną. W 1868 roku szkoła stała się trywialna, a 24 maja 1874 roku rozporządzeniem Rady Szkolnej Krajowej zmieniona na etatową 2-klasową. w 1876 roku zbudowano drewniany budynek szkolny
W 1920 roku szkoła została wyremontowana, ale w 1935 roku budynek z powodu złego stanu zawalił się. W latach 1935–1936 zbudowano nowy budynek szkolny. Podczas II wojny światowej w szkole była kwatera wojsk niemieckich, co spowodowało jej częściowe zdewastowanie. W 1945 roku szkoła ponownie rozpoczęła działalność, a długoletnim kierownikiem i dyrektorem w latach 1948-1998 był Piotr Bojarski. W latach 1998–1999 ukończono budowę nowej części budynku szkolnego. Patronem szkoły jest bł. ks. Jerzy Popiełuszko.

## Sport i rekreacja
W Majdanie Sieniawskim działa klub piłkarski GKS "Majdan Sieniawski", który został założony w 2000 roku. W sezonie 2023/2024 występuje w przeworskiej klasie "A" (seniorzy). Klub posiada również sekcje "Juniora Starszego" występującego w Jarosławskiej lidze "okręgowej".

## Zobacz
- gromada Majdan Sieniawski